# Lion (1804)
Il Lion era un vascello di linea francese da 74 cannoni appartenente alla classe Téméraire, in servizio tra il 1804 e il 1809.

## Storia
La costruzione del vascello da 74 cannoni Lion, appartenente alla Classe Téméraire progettata da Jacques Noël Sané, fu iniziata presso l'arsenale di Rochefort il 30 giugno 1802 sotto la supervisione dei costruttori Paul Filhon e Antoine Bonjean. Al comando del capitano di vascello Éléonore Jean Nicolas Soleil partecipò alla spedizione condotta nel 1805 dal comandante Zacharie Allemand. Nel 1807, al comando del capitano di vascello Bonamy era in forza alla squadra di Rochefort (escadre de Rochefort). Posto il disarmo il 1 giugno 1807, fu riarmato a Tolone il 1 giugno 1808. Lasciò la rada di Tolone il 21 ottobre 1809 per scortare un convoglio navale al comando di François André Baudin destinato a raggiungere la baia di Roses al fine di rifornire l'armata francese operante in Catalogna. Il 25 ottobre, inseguite dalla squadra del viceammiraglio Cuthbert Collingwood, il Lion e il Robuste si arenarono tra Aigues-Mortes e Sète. Le navi furono date alle fiamme dagli equipaggi il giorno successivo, nel corso della battaglia di Maguelone,  per evitare la loro cattura.

### Fonti
1. ↑  Three Decks.
2. ↑  Troisponts.
3. ↑  Demerliac 2003, p. 74.
4. 1 2  Roche 2005, p. 282.
5. 1 2 3  Roche 2005, p. 283.
6. ↑  Fonds Marine 2010, p. 358.
7. ↑  Fonds Marine 2010, p. 359.